# Ladislav Krejčí (Fußballspieler, 1999)
Ladislav Krejčí (* 20. April 1999 in Rosice u Brna) ist ein tschechischer Fußballspieler.

## Karriere

### Verein
Nachdem er in der Jugend für den FC Slovan Rosice, den FC Zbrojovka Brünn, wieder Slovan Rosice und dann erneut Zbrojovka Brünn spielte, verblieb er bei letzterem dann auch länger und ging so in der Saison 2016/17 von der U17 direkt fest in die erste Mannschaft über. Zuerst kam er noch für die B-Mannschaft zum Einsatz aber bereits am 2. Oktober 2016 hatte er dann schon sein Debüt in der Startelf innerhalb der ersten Liga. In mehreren Phasen kamen dann sporadisch Reihen von Einsätzen, am Ende stieg seine Mannschaft dann aber auch als Letzter nach der Saison 2017/18 aus der Liga ab. In der zweiten Liga bekam er dann wesentlich mehr Spielzeit und fehlte erst zum Ende der Spielzeit 2018/19 so richtig.
Für eine Ablöse im niedrigen Bereich wurde er dann zur Saison 2019/20 zu Sparta Prag geholt. Wenn er nicht gerade verletzt war, nahm er hier dann auch die Rolle eines Stammspielers ein und dann trotz mehreren Ausfällen auch in dieser Spielzeit ab der Saison 2022/23 das Amt des Kapitäns. In dieser Spielrunde erzielte er auch 11 Ligatreffer für seine Mannschaft und gewann am Ende die Meisterschaft. Mit dieser erreichte er dann auch das Achtelfinale der Europa League in der Spielzeit 2023/24. Im Sommer 2024 wechselte er zum FC Girona.

### Nationalmannschaft
Nach ein paar Einsätzen für die tschechische U16 und die U18 nahm er ab der U19 dann auch an Qualifikationsspielen teil und konnte sich nach weiteren Partien in der Under 20 Elite League mit der U20, schlussendlich mit der U21 für die Europameisterschaft 2021 qualifizieren, wo sein Team in der Gruppenphase ausschied.
Sein Debüt im Trikot der A-Nationalmannschaft hatte er am 24. März 2022 bei einer 0:1-Niederlage gegen Schweden im Playoff-Halbfinale der Qualifikation für die Weltmeisterschaft 2022. Ein paar Monate später kam er dann auch noch zu einem Einsatz in der Nations League und im Jahr 2023 bestritt er mit der Mannschaft auch noch einige Partien in der Qualifikation für die Europameisterschaft 2024.